# Sagua La Grande
Sagua La Grande este un oraș din provincia Villa Clara, Cuba.